# ایلان ماسک: تسلا، اسپیس‌اکس، و مأموریت برای آینده‌ای شگفت
ایلان ماسک: تسلا، اسپیس‌اکس، و مأموریت برای آینده‌ای شگفت‌انگیز (انگلیسی: Elon Musk: Tesla, SpaceX, and the Quest for a Fantastic Future) کتاب زندگی‌نامهٔ ایلان ماسک اثر اشلی ونس است که در سال ۲۰۱۵ منتشر شد. این کتاب زندگی ماسک را از کودکی تا تأسیس زیپ۲ و پی‌پال و بعدها در تسلا موتورز، اسپیس‌اکس و سولارسیتی به‌تصویر می‌کشد. ونس در این کتاب با ماسک، دوستان و اطرافیانش، و اشخاصی که شاهد لحظات مهم زندگی ماسک بوده‌اند مجموعه مصاحبه‌هایی منظم انجام داده است. ماسک خود بر روی محتوای این زندگی‌نامه کنترلی نداشته است.